# Franz Almer
Franz Almer (* 23. September 1970 in Mürzhofen) ist ein ehemaliger österreichischer Profifußballspieler.

## Biografie
Franz Almer wurde am 23. September 1970 in Mürzhofen, eine Gemeinde unweit von Kapfenberg, geboren, wo seine Eltern eine Landwirtschaft hatten. In seiner Jugend agierte er als Mittelfeldspieler und ab dem zwölften Lebensjahr begann seine Tormannkarriere. In Mürzhofen spielte Almer, der damals die Handelsschule absolvierte, mit 16 Jahren in der Kampfmannschaft und wechselte zwei Jahre später zu Alpine Donawitz. Die Gage betrug damals 1500 Schilling pro Monat und 1000 Schilling pro Punkt.
Nach zwei Jahren beim Hochofenballett und einer beispiellosen Verletzungsserie entschloss er sich, ein Jahr zu pausieren, 1993 wechselte er dann zum Grazer AK, dem er bis zum Ende seiner aktiven Laufbahn im Sommer 2005 treu blieb. Nach Beendigung seiner Profikarriere blieb Almer als Torwarttrainer bei den Athletikern.
Im Sommer 2006 wurde Almer reaktiviert, nachdem sich die beiden Ersatztorleute Fornezzi und Leitner verletzen. Sein Spielerpass wurde vom SV Justiz angefordert, einem Verein der steirischen Unterliga Mitte bei dem Almer seit Ende seiner Profikarriere als Angreifer tätig war.
Ab der Saison 2015/2016 kehrt Almer an seine alte Wirkungsstätte, dem Grazer AK, als Trainer der KM II – die in der 1. Klasse Mitte A startet – zurück. Danach folgte eine abwechslungsreiche Kutschenfahrt durch die grüne Mark.

### Verletzungen
Almers Karriere wurde durch zahlreiche Verletzungen mehrmals unterbrochen; in den Jahren 1990, 1991 und 1995 lag er wegen einer Schulterverletzung im Krankenhaus. Zweimal rechts und einmal links, eingepflanztes Metall und Knochenstücke und später auch noch eine Meniskusarthroskopie.
Höhepunkt der Negativserie war der 12. Februar 2003, als er bei einem Freundschaftsspiel gegen den NK Olimpija Ljubljana am Verbandsplatz in der zweiten Halbzeit ohne Fremdverschulden neuerlich eine Luxation des linken Schultergelenks zuzog. Dank seiner Mitarbeit bei einem physiotherapeutisch kontrollierten Aufbautraining nach der Operation war er Ende Mai wieder einsatzfähig, musste aber bald darauf bei einem Trainingsspiel in Kapfenberg mit einer Knöchelverletzung einen weiteren Rückschlag überwinden.
1996 verhalf Franz Almer Alexander Manninger indirekt zu seiner internationalen Karriere, als er vor dem UEFA-Cup-Spiel gegen Inter Mailand erkrankte und damit Manninger die Chance hatte, international auf sich aufmerksam zu machen.
Eine Parallele dazu gab es 1998 beim Heimspiel gegen AS Monaco, wo sich Almer beim Aufwärmen einen Muskelfaserriss zuzog und Tomas Tomic für ihn einspringen musste, der später nach Portugal wechselte.

### Erfolge
- Österreichischer Cupsieger mit dem Grazer AK (2000, 2002, 2004)
- Österreichischer Meister mit dem Grazer AK (Saison 2003/2004)
- Österreichischer Supercupsieger mit dem Grazer AK (2000, 2002)

Trotz vieler Verletzungen in entscheidenden Situationen hat er große sportliche Erfolge zu verzeichnen, dazu zählen die Erfolge mit dem GAK im ÖFB-Cup. Herausragend war seine Leistung im Finale 2000 im Wiener Ernst-Happel-Stadion gegen den SV Salzburg: In den letzten Sekunden der Nachspielzeit beim Stand von 2:2 verhinderte Almer mit seinem Einsatz das spielentscheidende Tor von Heiko Laeßig, im darauffolgenden Elfmeterschießen hielt er den entscheidenden Penalty von Peter Lipcsei und ermöglichte so den zweiten Cupsieg für die Athletiker.
Eine ähnliche Situation dann im Cup-Finale 2004 gegen die Wiener Austria als Almer den letzten Elfmeter, geschossen von Sean Dundee, hielt. 2004 bestritt er in der Meistersaison, nach der Verletzung von Andreas Schranz, die letzten drei Spiele der Rückrunde. Womit er auch sein größtes sportliches Ziel erreichen konnte: mit dem Grazer AK österreichischer Meister zu werden.

### Stationen
- Mürzhofen
- DSV Leoben
- Grazer AK
- SV Justiz Graz
- USV Jagerberg

### Einsatz-Statistik beim GAK
Österreichische Bundesliga:
- 1993/94: Erste Liga
- 1994/95: Erste Liga
- 1995/96: 35 Spiele
- 1996/97: 14 Spiele
- 1997/98: 27 Spiele
- 1998/99: 32 Spiele
- 1999/00: 31 Spiele
- 2000/01: 25 Spiele
- 2001/02: 36 Spiele
- 2002/03: 19 Spiele / 1658 Minuten (1 Auswechslung, 1 Gelbe Karte)
- 2003/04: 3 Spiele / 270 Minuten
- 2004/05: 4 Spiele / 283 Minuten (1 Einwechslung)

| Personendaten    | Personendaten                    |
| ---------------- | -------------------------------- |
| NAME             | Almer, Franz                     |
| ALTERNATIVNAMEN  | Almer, Franzi                    |
| KURZBESCHREIBUNG | österreichischer Fußballtorhüter |
| GEBURTSDATUM     | 23. September 1970               |
| GEBURTSORT       | Mürzhofen, Österreich            |